# Parque nacional Boorabbin
Boorabbin es un parque nacional de Australia Occidental ubicado a 418 km al este de Perth.

## Datos
- Área: 260 km²;
- Coordenadas: 31°14′18″S 120°10′09″E / -31.23833, 120.16917
- Fecha de Creación: 1977
- Administración: Departamento de Conservación y tierras
- Categoría IUCN: II